# Basil Hiley
Basil J. Hiley (Birmania, 15 novembre 1935 – Londra, 25 gennaio 2025) è stato un fisico britannico dell'Università di Londra.

## Biografia
Ha ricevuto il premio Majorana come "Miglior persona in fisica" nel 2012. Collaboratore per un lungo periodo del fisico David Bohm, Hiley è conosciuto per il suo lavoro con Bohm sugli ordini impliciti e le descrizioni algebriche della fisica quantistica in termini di algebra di Clifford ortogonale e simplettiche sottostanti.
Hiley è stato coautore del libro di Bohm "The Undivided Universe" (L'universo indivisibile) che è considerato il punto di riferimento principale sull'interpretazione della teoria quantistica di Bohm.
Il lavoro di Bohm e Hiley è caratterizzato principalmente nei confronti della domanda "se, noi possiamo avere un concetto adeguato di realtà del sistema quantistico, che questo sia casuale o sia stocastico o che sia di qualsiasi altra natura" e scontrarsi con la sfida scientifica di fornire una descrizione matematica dei sistemi quantistici che vanno incontro all'idea di ordine implicito.

## Lavori
I lavori di Hiley si sono concentrati sulle seguenti tematiche:
- Informazione attiva e potenziale quantistico
- Teoria dei campi quantistica e relativistca
- Ordini impliciti, pre-spazio e strutture algebriche
- Proiezioni in collettori ombra
- Relazione della teoria di De Broglie-Bohm allo spazio di fase quantistico e Wigner–Moyal
- Gerarchie delle algebre di Clifford
- Traiettorie osservate e una loro descrizione algebrica

## Pubblicazioni
Articolo
- B. J. Hiley, Bohmian Non-commutative Dynamics: History and New Developments. Pre-print  arXiv:1303.6057 (mandato 25 marzo 2013)

Libri
- David Bohm, Basil Hiley: The Undivided Universe: An Ontological Interpretation of Quantum Theory, Routledge, 1993, ISBN 0-415-06588-7
- F. David Peat (Editor) and Basil Hiley (Editor): Quantum Implications: Essays in Honour of David Bohm, Routledge & Kegan Paul Ltd, London & New York, 1987 (edition of 1991 ISBN 978-0-415-06960-1)

Altro
- Foreword to: "The Principles of Newtonian and Quantum Mechanics – The Need for Planck's Constant, h" by Maurice A. de Gosson, Imperial College Press, World Scientific Publishing, 2001, ISBN 1-86094-274-1
- Foreword to the 1996 edition of: "The Special Theory of Relativity" by David Bohm, Routledge, ISBN 0-203-20386-0
- DOI: 10.1098/rsbm.1997.0007 ( abstract)